# 大島薬品
大島薬品株式会社（おおしまやくひん）は、北海道函館市大手町10-17に本社を置く、主に医薬品・医療機器の卸売りを扱う企業であった。現在は、未来創生グループの一社「東邦薬品」である。代表取締役社長は大島英世。

## 沿革
- 1945年7月20日 設立。
- 2000年10月1日 東邦薬品に（函館市）の営業権を譲り渡し合併。

## 主な取引メーカー
- 山之内製薬
- 塩野義製薬
- 萬有製薬
- 興和
- 田辺製薬
- 武田薬品